# جیران‌چول

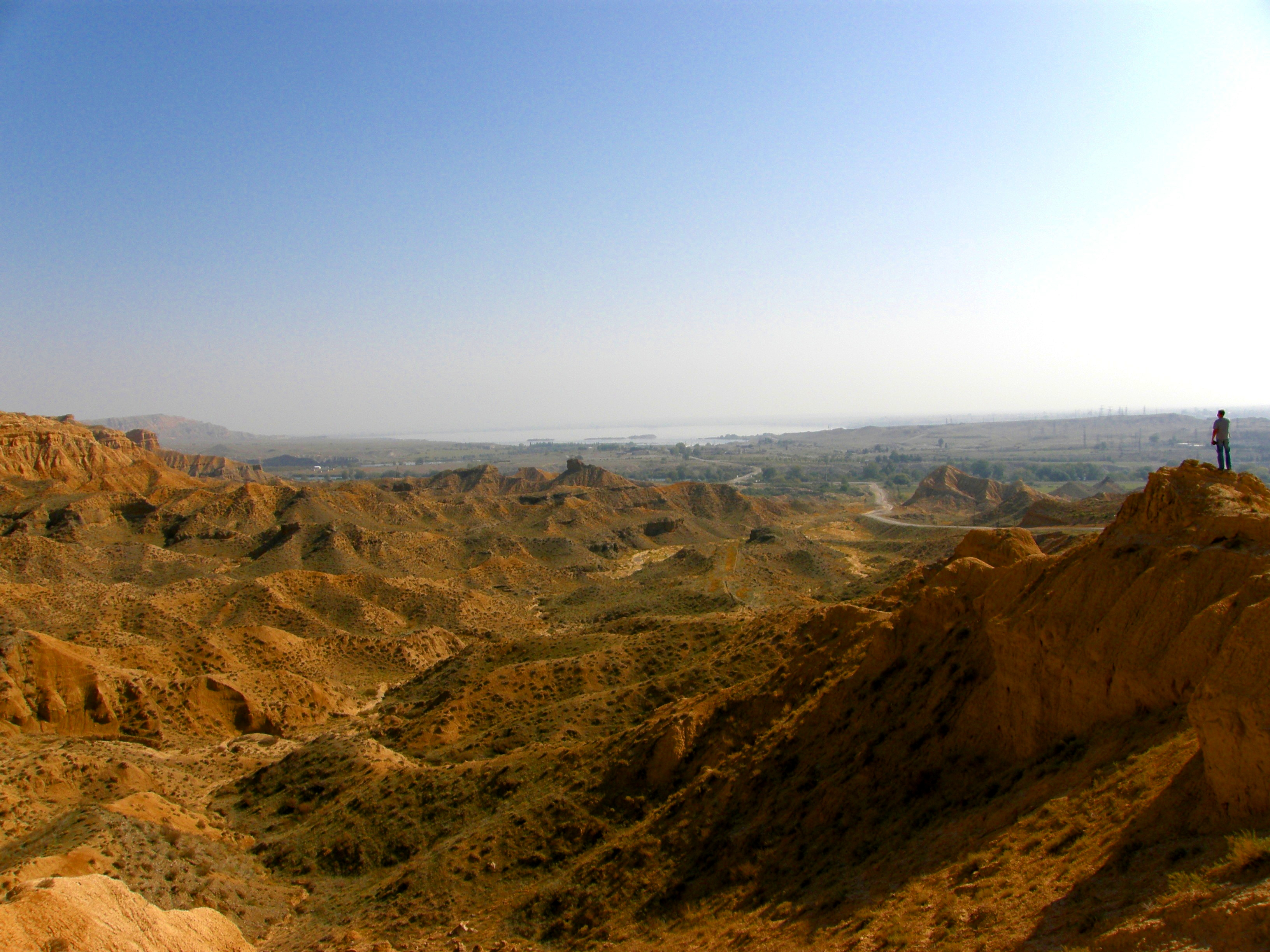
نمایی از منطقه مسکونی جیران‌چول - ۲۰۰۸

جیران‌چول (به لاتین: Ceyrançöl) یک منطقه مسکونی در جمهوری آذربایجان است که در شهرستان آغستفا واقع شده است.